# Vång

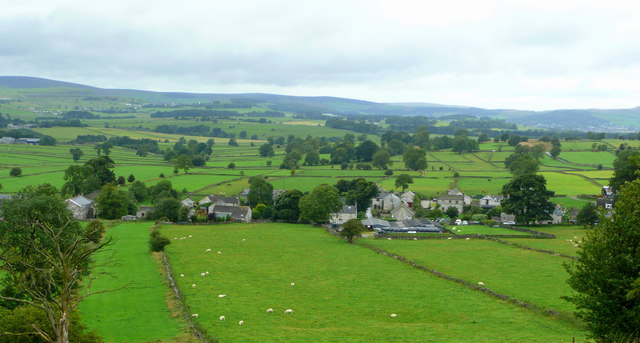
Vångar eller gärden omger fortfarande byn Chelmorton i England.

Vång är ett äldre provinsiellt, sydsvenskt ord med betydelsen park, äng, inäga, öppet fält och liknande.
Vång har även använts i de delar av Sverige som omfattades av treskifte, för en del av en bys åkermark, före enskiftet. Ordet vång motsvarades då av gärde i övriga Sverige.
Före enskiftet låg vanligen gårdarna i en by tillsammans i en klunga. Åkermarken var ofta indelad i tre vångar. På en av vångarna såddes vårsäd (korn), på den andra såddes höstsäd (råg) medan den tredje låg i träda. På den vång som låg i träda betade djuren under sommaren. Odlingen på vångarna växlade från år till år, så att varje vång låg i träda vart tredje år.
Ordet ingår i flera ortnamn, se till exempel Vånga i Kristianstads kommun, Vånga i Norrköpings kommun och Vånga i Vara kommun.